# Иск (российское право)
Иск в Российском законодательстве — это требование (материально-правовое и процессуальное) заинтересованного лица, предъявляемое в судебном (гражданско-правовом, арбитражно-правовом, третейском, административном) порядке, для защиты прав и законных интересов, или разрешения спора.
Само понятие иска в Российском законодательстве не закреплено, что порождает множество дискуссий на эту тему с выдвижением различных теорий.

## Виды исков
Могут определяться по следующим характеристикам:
- по характеру предъявляемых истцом к ответчику требований;
- по правомочному к рассмотрению и разрешению спора органу (судебные иски, третейские);
- по характеру правоотношений (семейные, трудовые, публично-правовые);
- по процессуальной цели (преобразовательные иски, иски о присуждении, о признании);
- по субъектному составу (равнозначные, тождественные, нетождественные)
- взаимосвязанные иски;
- имущественные и неимущественные;
- превентивные иски;
- косвенные (производные) иски[1][3].

## Элементы иска
Элементы иска — это его необходимые составные части для определения содержания, самостоятельности и индивидуальности. Выделяют от двух до четырёх элементов, так например Ненашев М. М. считает элементами иска основание, предмет, содержание и стороны, Гурвич М. А. — что иск содержит три элемента (основание, предмет и стороны), тогда как К. И. Комиссаров и Г. Л. Осокина в качестве третьего элемента выделяют стороны иска.
Предмет иска — это то, в отношении чего истец просит у суда защиты, т.е. материально-правовое требование истца к ответчику (о совершении отдельных действий, воздержании от их совершения, признании наличия или отсутствия правоотношения, изменении или прекращении его).
Основание иска — фактические обстоятельства, на которые ссылается истец в подтверждение своих требований к ответчику, т.е. юридические факты, с наличием или отсутствием которых материальное законодательство связывает возникновение, изменение или прекращение правоотношений между заинтересованными лицами.
Содержание иска — избранный истцом способ защиты субъективного права, который определяется характером предъявляемых требований: а) требования о присуждении (обязании ответчика совершить определенные действия или воздержаться от неправомерных действий); б) требования о признании наличия или отсутствия правоотношений между сторонами; в) требования об изменении или прекращении правоотношений между ними.

## Обязательная информация, указываемая в иске
Российском законодательством устанавливается обязательная информация, указываемая в иске, так данный перечень указан в ст.131 Гражданского процессуального кодекса РФ, в статье 125 Арбитражного процессуального кодекса РФ, статье 125 Кодекса административного судопроизводства РФ, статья 23 Федерального закона «О третейских судах в Российской Федерации».